# Варваровка (Емильчинский район)
Варва́ровка (укр. Варварівка) — село на Украине, находится в Звягельском районе Житомирской области.
Код КОАТУУ — 1821781601. Население по переписи 2001 года составляет 583 человека. Почтовый индекс — 11245. Телефонный код — 4149. Занимает площадь 1,046 км².

## Адрес местного совета
11725, Житомирская обл., Звягельский р-н, с. Чижовка, ул. Т. Шевченко, 9